# 奇靈地國家公園
20°49′S 44°09′E / 20.817°S 44.150°E

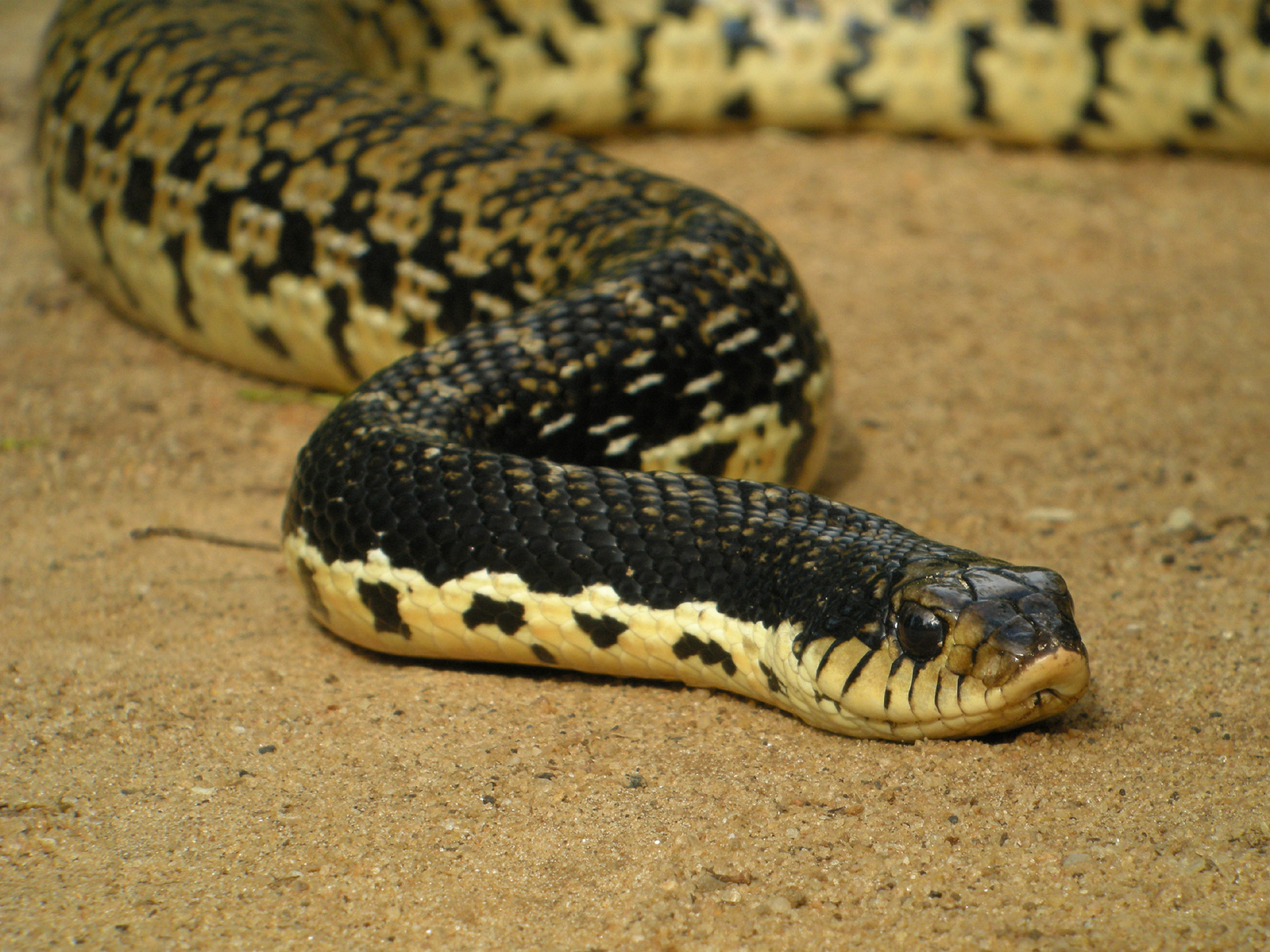

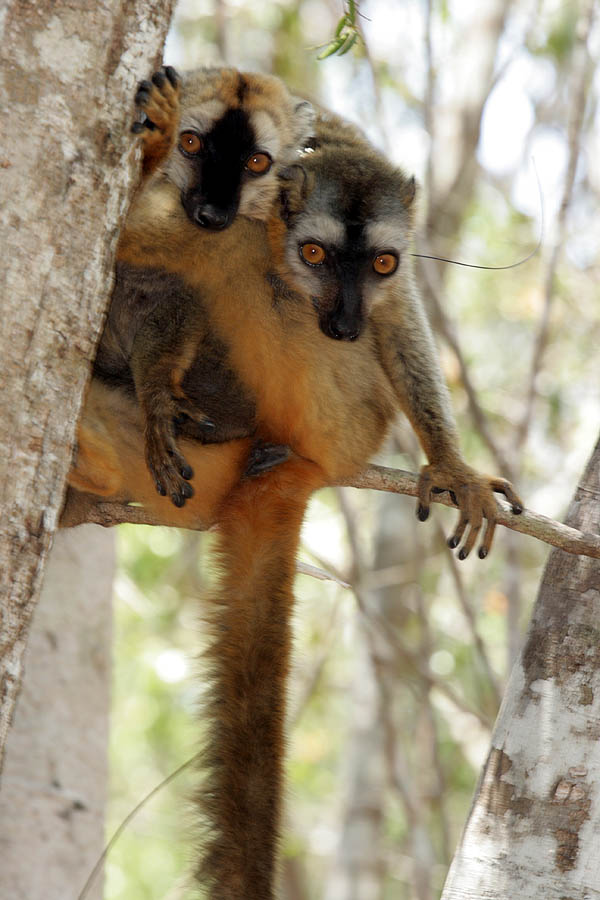

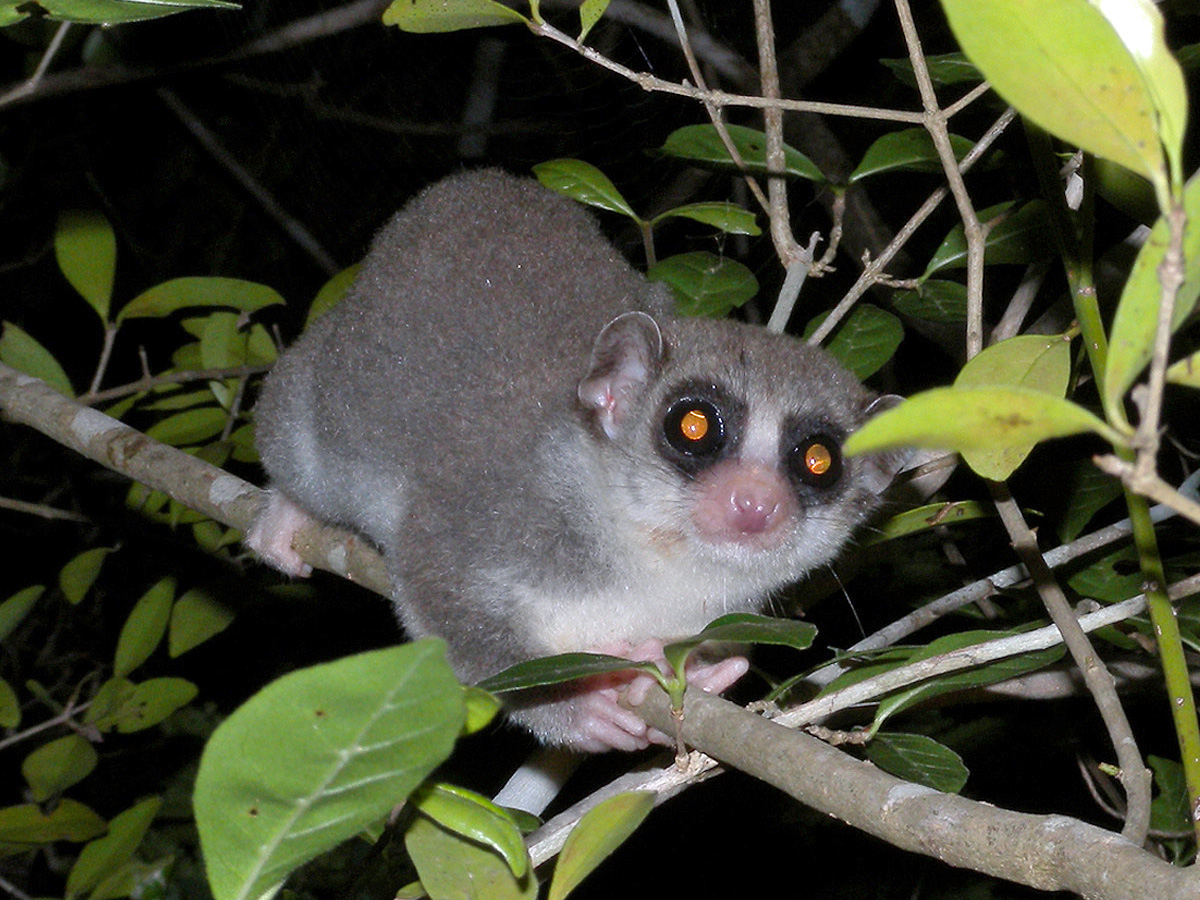

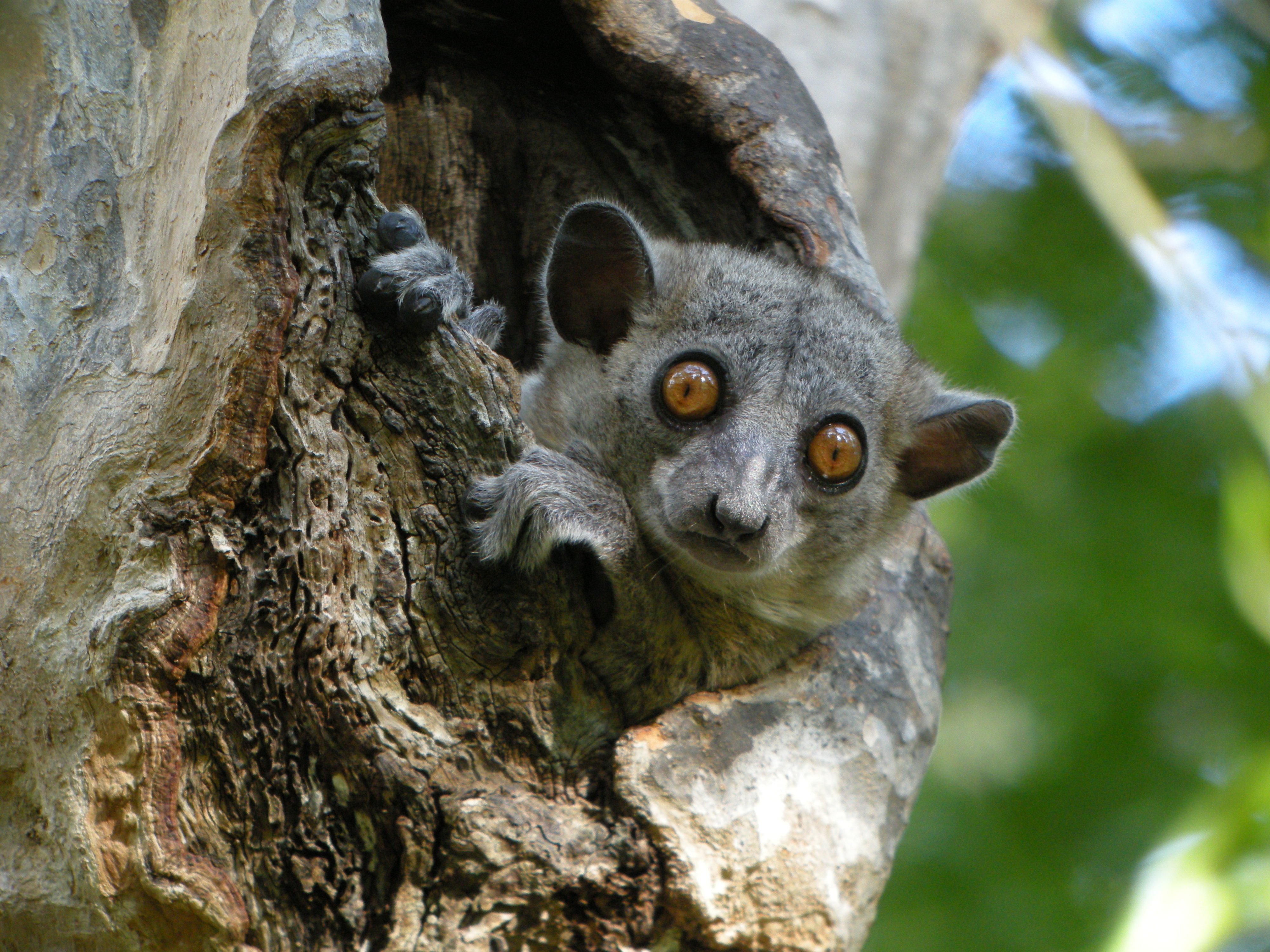

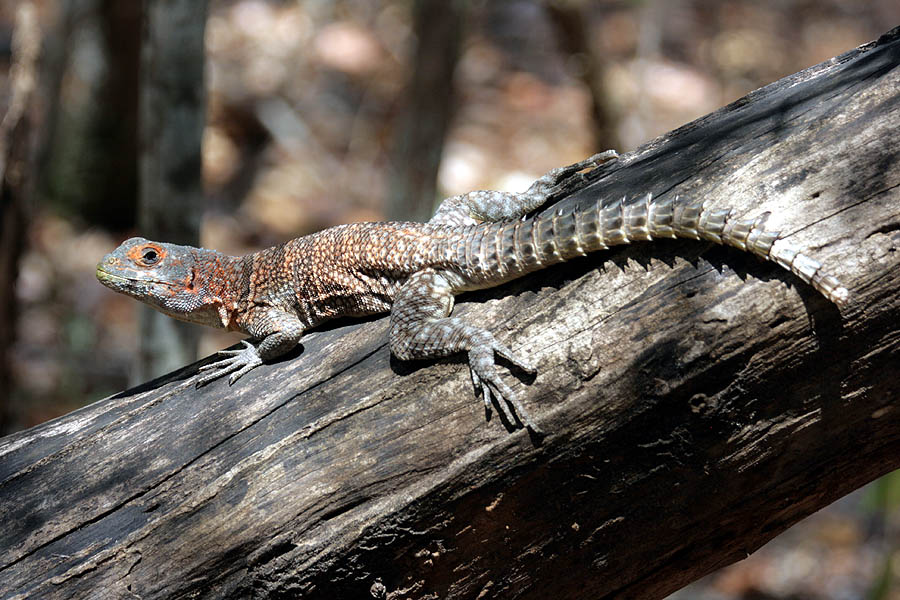

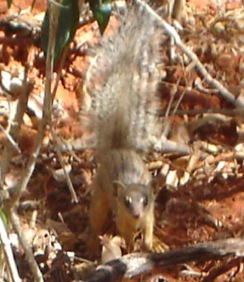

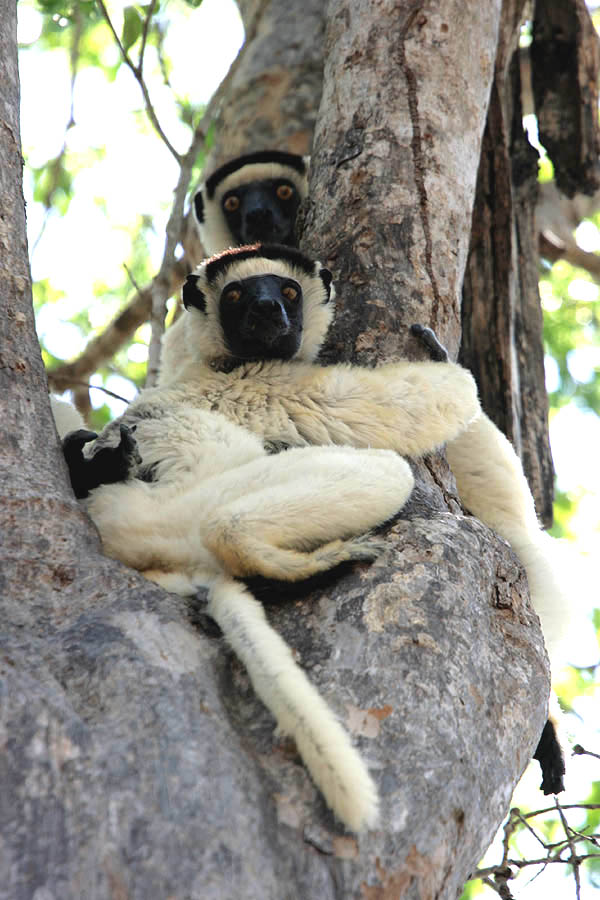

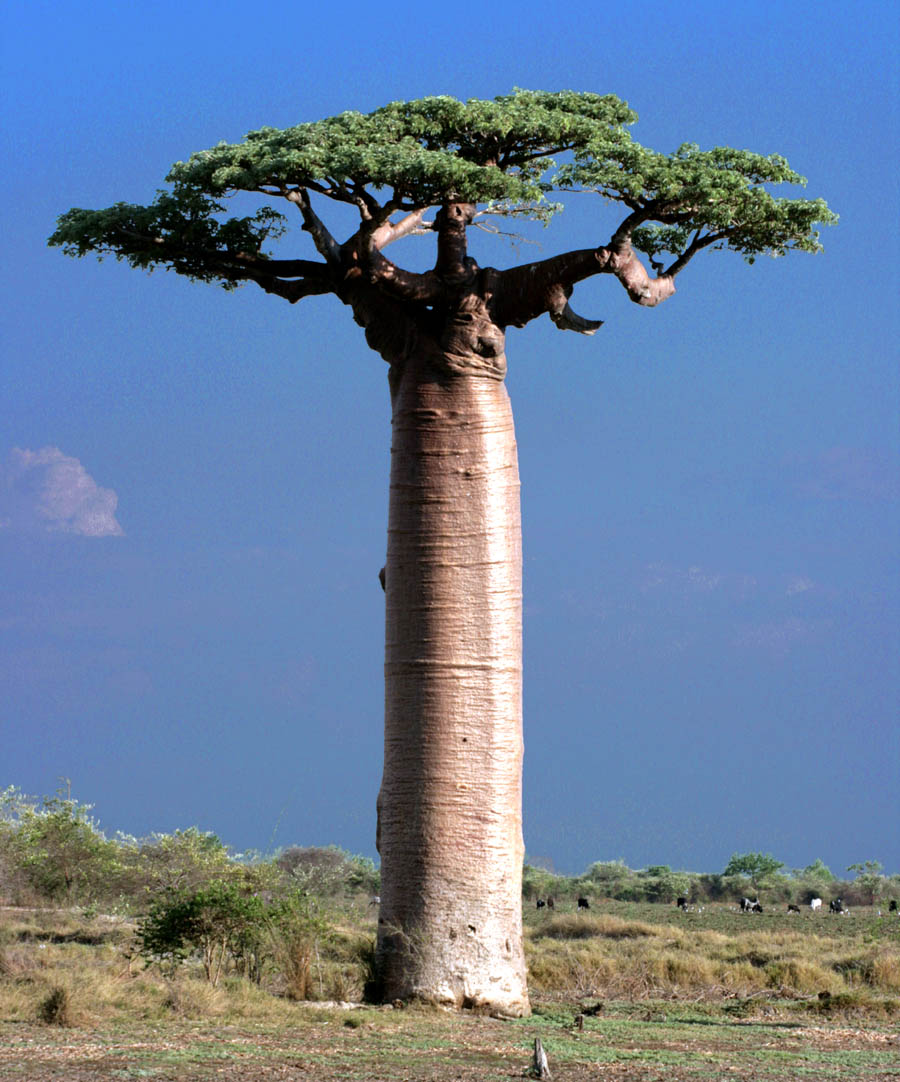

奇靈地國家公園是馬達加斯加的國家公園，位於該國西南部梅納貝區，處於莫桑比克海峽沿海地區，始建於1997年，面積722平方公里，有47種鳥類和23種爬蟲類動物棲息。